# Städtebau
Der Städtebau befasst sich mit der Gestaltung von Gebäudegruppen, Siedlungen, Stadtteilen und insbesondere mit öffentlichen Räumen. Städtebau kann als Bezeichnung für die sichtbaren und gestalterischen Aspekte der Stadtplanung verstanden werden. Nach einem erweiterten Verständnis umfasst der Begriff des Städtebaues die „Gesamtheit der planenden, ordnenden und baulichen Maßnahmen zur räumlichen Gestaltung in Stadt und Land, die darauf gerichtet sind, in Durchsetzung gesellschaftspolitischer Ziele die Voraussetzungen für das Zusammenleben der Menschen in einer ihnen gemäßen Umwelt zu schaffen“.

## Aufgaben
Zum Bau einer Stadt gehören unter anderem folgende Aspekte, die der „Städtebauer“ beachten muss:
- die geeignete Lage einer Stadt (im Territorium, an Flüssen, zu Grenzen, zu Nachbarstädten)
- die Einordnung in die Topografie
- die Beschaffenheit und Verfügbarkeit des Bodens
- die grundlegende Form der Besiedlung, d. h. die Form und Anordnung der Straßen, Baufelder (die Stadtmorphologie)
- die Gliederung der Stadt in Baubereiche, freizuhaltende Zonen (Parks, Grünflächen, Luftschneisen, Friedhöfen, Sportflächen)
- die dreidimensionale Gestalt der Stadt (offene/geschlossene Bebauung, Höhenstaffelung, Blickpunkte, Stadtsilhouette, städtebauliche Raumbildung durch Straßen und Plätze)
- Hierarchie der Räume (Platzsysteme oder ein Hauptplatz)
- Zahl und Hierarchie der innerstädtischen Zentren (Hauptzentrum, Nebenzentren, Stadtteilzentren, Nahversorgungszentren)
- städtische Infrastruktur wie: die Versorgungsmöglichkeiten mit Wasser, Heizmaterial, der Schutz gegen Wind, Überhitzung, die Entsorgung von Abwasser, Abfällen.

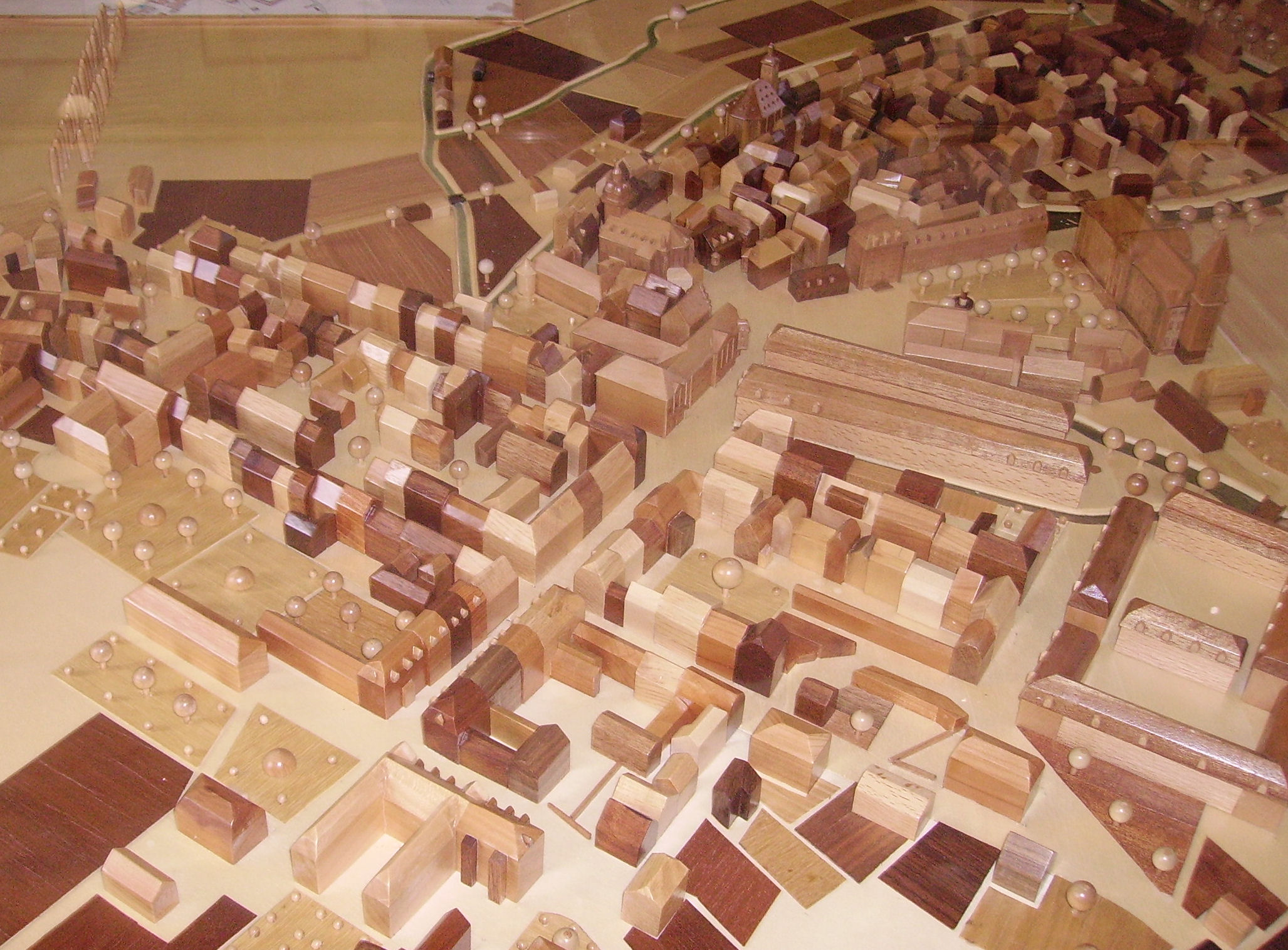
Modell einer Stadt. Betrachtung von Bebauung und öffentlichem Raum
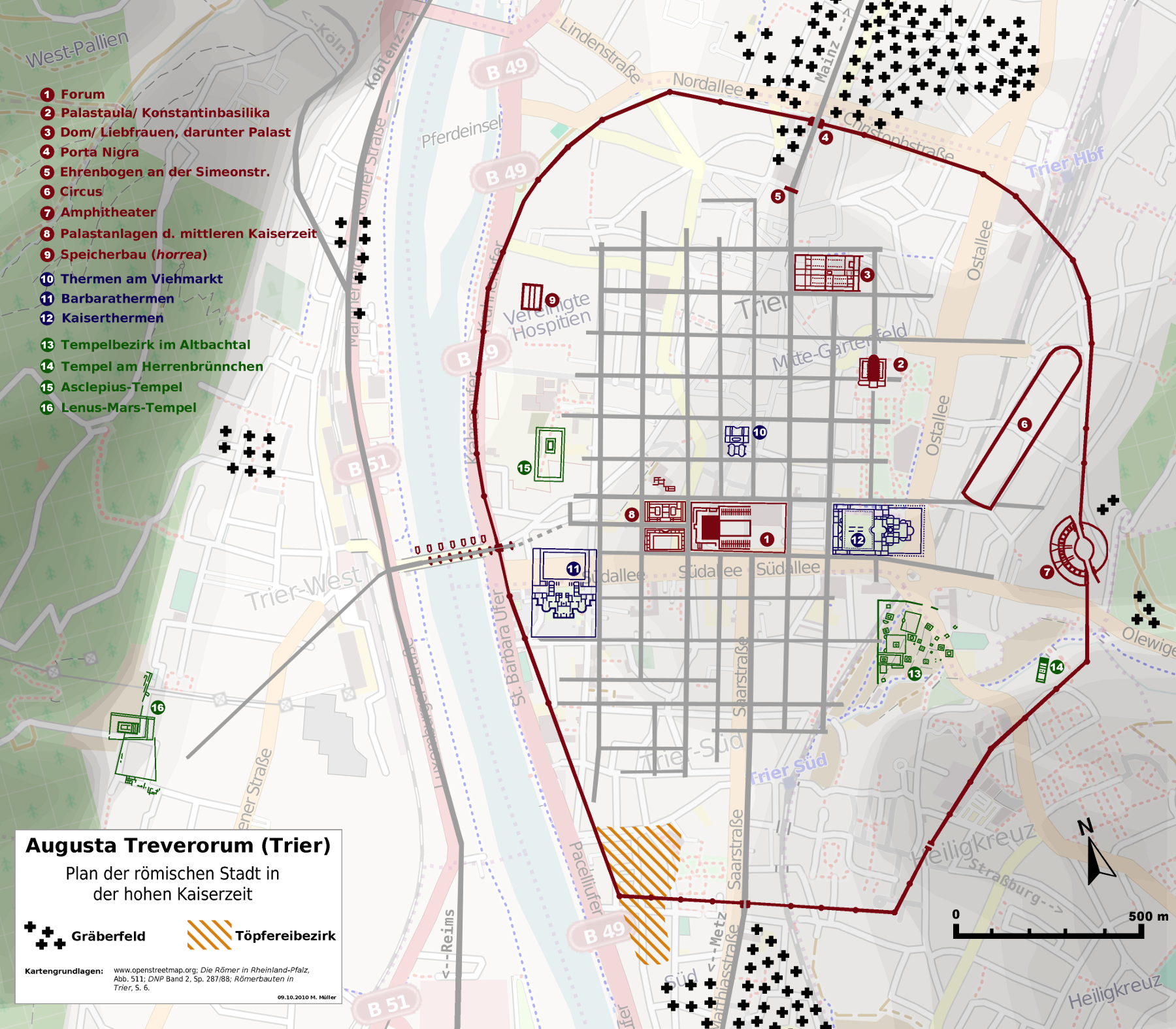
Plan des römischen Trier (Augusta Treverorum) mit regelmäßigem Straßenraster und öffentlichen Gebäuden
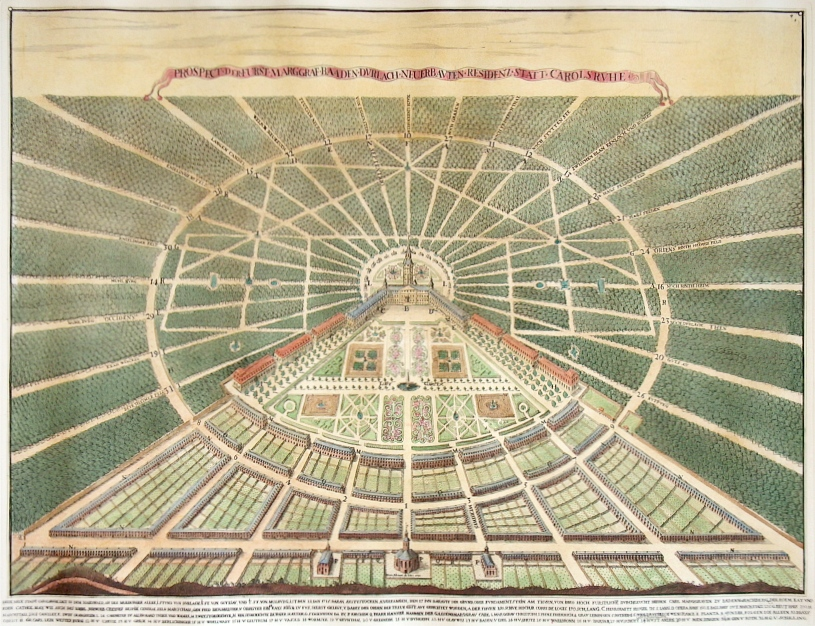
Karlsruher Stadtansicht, Kupferstich von Heinrich Schwarz 1721
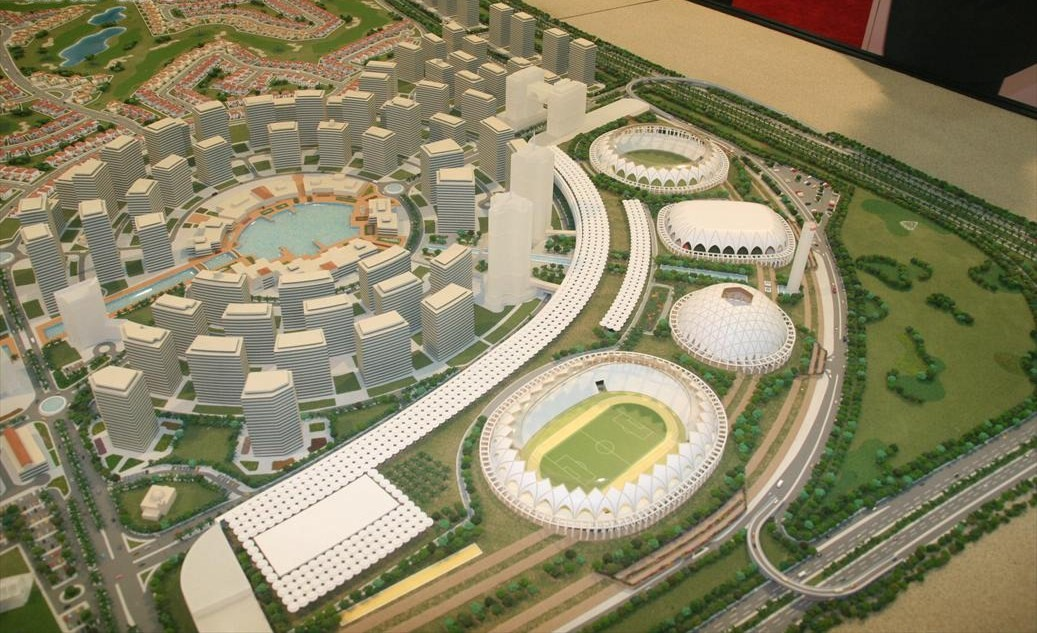
Modell der Sportstadt in Dubai. Ein Stadtviertel wird vollständig neu errichtet

Entsprechend den oben angeführten Begriffsunterschieden haben sich auch unterschiedliche Studienrichtungen an den Hochschulen entwickelt. Es gibt die Studiengänge Stadtplanung, Stadt- und Regionalplanung, Urban Design, Urbanistik und Raumplanung als eigenständige Bachelor- und Masterstudiengänge sowie Städtebau und Stadtplanung im Rahmen des Architekturstudiums. Seit 1964 bot die öffentliche Verwaltung daran anschließend zunächst nur für angehende Beamte ein Referendariat an. Dieses Referendariat wird heutzutage auch als Führungsqualifikation für den Nachwuchs in der freien Wirtschaft angeboten.
Für den niederländischen Architekten und Stadtplaner Kees Christiaanse nimmt der Städtebau eine koordinierende Mittlerposition zwischen Architektur und Raumplanung ein. Er habe sich aus der Landschaftsarchitektur – und in Holland auch aus dem Wasserbau – entwickelt und eine neue Existenz für sich formuliert.

## Geschichtliche Entwicklung
Städtebau gibt es, seit es planende Vorgänge zur Errichtung von Städten gibt. Die ältesten bekannten Städte waren nach regelmäßigen Anordnungen angelegt. Dies deshalb, weil nur durch sorgfältige Planung eine räumlich enge Zuordnung der einzelnen Teilbereiche bei zugleich geringem Bodenverbrauch möglich war. Dies war wiederum nötig, um keine zu großen Anlagen der Stadtbefestigung zu erhalten. Zu den ältesten geplanten Städten gehören Städte in China, Indien, Mesopotamien, Ägypten, die teilweise bis über 5000 Jahre alt sind.
Im damaligen Herrschaftsbereich des Römischen Reichs wurden von etwa 100 vor Chr. bis etwa 400 nach Chr. (Spätzeit der Republik und Römischen Kaiserzeit) zahlreiche neue Städte in Europa errichtet. Die orientalische Stadt des Mittelalters mit ihren labyrinthisch anmutenden Strukturen entwickelte sich vielfach auf der Basis einer regelmäßig angelegten antiken Planstadt, bei der, abgegrenzt durch alte Hauptarterien (Cardo, Decumanus) ethnisch bestimmte Stadtviertel entstanden und öffentliche Gebäude funktionsmäßig überflüssig wurden (z. B. Umnutzung von Theatern zu Festungen) und Nebengassen geschlossen wurden. Im europäischen Mittelalter kam es zu Stadtgründungen unter anderem durch die Karolinger, Zähringer und Heinrich den Löwen sowie zur planvollen Urbanisierung während der Deutschen Ostsiedlung durch Fürsten, Kaufleute und den Deutschen Ritterorden, die Lokatoren als Anwerber durch die Lande schickten.
In der Zeit der Renaissance und des Barock entstanden neue Städte als Fürstenresidenzen (Mannheim, Karlsruhe) und zur Entwicklung fürstlicher Territorien (z. B. Manufakturstädte zur Porzellanherstellung, Bergbaustädte, Verwaltungsstädte).
Im 19. Jahrhundert lag der Schwerpunkt bei den Stadterweiterungen; diese wurden notwendig durch die Industrialisierung, durch die Land-Stadtwanderung, durch den Eisenbahnbau (verbunden mit der Entwicklung der großräumigen Arbeitsteilung) und durch das starke Bevölkerungswachstum in großen Teilen Europas (z. B. in Deutschland). Bezeichnenderweise hieß das erste deutsche Städtebaubuch von Reinhard Baumeister 1876 deshalb auch Stadt-Erweiterungen. Ab 1902 hielt Cornelius Gurlitt als einer der ersten an einer Technischen Hochschule – nämlich an der TH Dresden – Vorlesungen zum Städtebau.
Im 20. Jahrhundert war zu Anfang die Gartenstadt ein wichtiges Thema. Weitere Aufgaben waren Stadterweiterungen. Die städtebaulichen Konzeptionen der Charta von Athen, die auf eine grundlegende Umgestaltung der existierenden Stadtstrukturen zugunsten einer funktional differenzierten Entflechtung zielten, blieben, da sie einen Flächenabriss im Sinne von Le Corbusiers Plan Voisin voraussetzten, für die Stadtzentren im Wesentlichen Utopie. Nach dem Vorbild der britischen New Towns um London entstand allerdings die französische Konzeption der Ville nouvelle. In der Planung des neuen Frankfurt vollzog Ernst May planerisch den Übergang von dem geschlossenen Blockbau in den offenen Zeilenbau. Neue Städte für die Industrieproduktion entstanden unter anderem in Deutschland, z. B. Salzgitter und Wolfsburg, in der früheren DDR Eisenhüttenstadt und neue Industriestädte in der früheren Sowjetunion. Zahlreiche Feuerstürme, von Bombern der Royal Air Force während des Zweiten Weltkriegs planvoll bei Luftangriffen auf deutsche Städte verursacht (z. B. 1943 in Hamburg und Dresdner Feuersturm) bestätigten Städteplaner und Militärs in ihrer Erkenntnis, dass man zur Vermeidung von Feuersbrünsten genug Grünflächen um Häuserzeilen oder Hochhäuser herum haben sollte. Nach dem Zweiten Weltkrieg entstanden in Deutschland Großsiedlungen. Mit dem Instrument der Trabantenstadt wurde versucht, fehlenden Wohnraum außerhalb der traditionellen Städte zu konzentrieren. 1959 erschien das Buch Die autogerechte Stadt – Ein Weg aus dem Verkehrs-Chaos; das Konzept wurde beim Wiederaufbau vieler westdeutscher Städte realisiert, beispielsweise in Hannover, Köln und Kassel, aber auch in kleineren Städten wie Minden. Dabei wurde auch manches abgerissen (siehe auch Stadtsanierung) und städtische Strukturen zerschnitten.